# Donatien Alphonse François de Sade
Donatien Alphonse François, hầu tước de Sade (2 tháng 6 năm 1740 – 2 tháng 12 năm 1814) là nhà quý tộc, nhà văn và nhà cách mạng người Pháp. Tác phẩm bao gồm tiểu thuyết, truyện ngắn, kịch...với một số được phát hành dưới dạng khuyết danh. Ông nổi tiếng nhất với những tiểu thuyết mang tính khổ dâm và bạo dâm, mô tả những cảnh tình dục mang tính tàn bạo trong đó nhân vật bị tra tấn, hành hạ đau đớn; đặc biệt lồng ghép nội dung khiêu dâm với các chủ đề triết lý, xã hội, đả kích nhà thờ... Ông đã trở nên nổi tiếng khi đưa những tưởng tượng này vào thực tế với cả người đồng ý và không đồng ý. Ông theo chủ nghĩa tự do quá khích: con người không bị ràng buộc bởi các phạm trù đạo đức, luân lý hay tôn giáo. Trong những năm cuối đời, ông bị chính quyền bắt giam nhiều lần và bị giữ trong nhà thương tâm thần trong 32 năm cho đến khi mất: 11 năm ở Paris (10 trong số đó đã được dành cho Bastille), một tháng tại Conciergerie, hai năm trong một pháo đài, một năm ở Madelonnettes Convent, ba năm ở Bicêtre Asylum, một năm ở nhà tù Sainte-Pélagie, và 12 năm ở Charenton Asylum. Trong cuộc cách mạng Pháp, ông là một đại biểu được bầu vào Hội nghị quốc dân. Nhiều tác phẩm của ông được viết trong tù.
Những tác phẩm của ông, vốn bị cấm đoán, kiểm duyệt trong suốt thế kỷ 19, đã được nghiên cứu, phục hồi bởi công chúng thế kỷ 20. Phong trào Siêu thực đầu thế kỷ 20 từng coi de Sade là một trong những ông thánh Tiền hô của mình. Tên ông được đặt làm danh từ cho chứng bạo dâm trong nhiều thứ tiếng trên thế giới.
Tiếp tục có một niềm đam mê với Sade giữa các học giả và trong văn hóa đại chúng. Các nhà trí thức Pháp như Roland Barthes, Jacques Lacan, Jacques Derrida và Michel Foucault đã xuất bản các nghiên cứu về ông. Mặt khác, nhà triết học chủ nghĩa người Pháp Michel Onfray đã tấn công giáo phái này, viết rằng "Thật kỳ quặc về mặt trí tuệ để biến Sade thành anh hùng."  Cũng có rất nhiều bộ phim chuyển thể tác phẩm của ông, nổi tiếng nhất là Salò, hoặc 120 ngày của Sodom, một tác phẩm viết lại dựa trên tác phẩm khét tiếng của ông, The 120 Days of Sodom.